# Ophrys loneuxiana
Ophrys loneuxiana är en orkidéart som beskrevs av Pierre Delforge. Ophrys loneuxiana ingår i ofryssläktet, och familjen orkidéer. Inga underarter finns listade i Catalogue of Life.